# Buchbergkirche

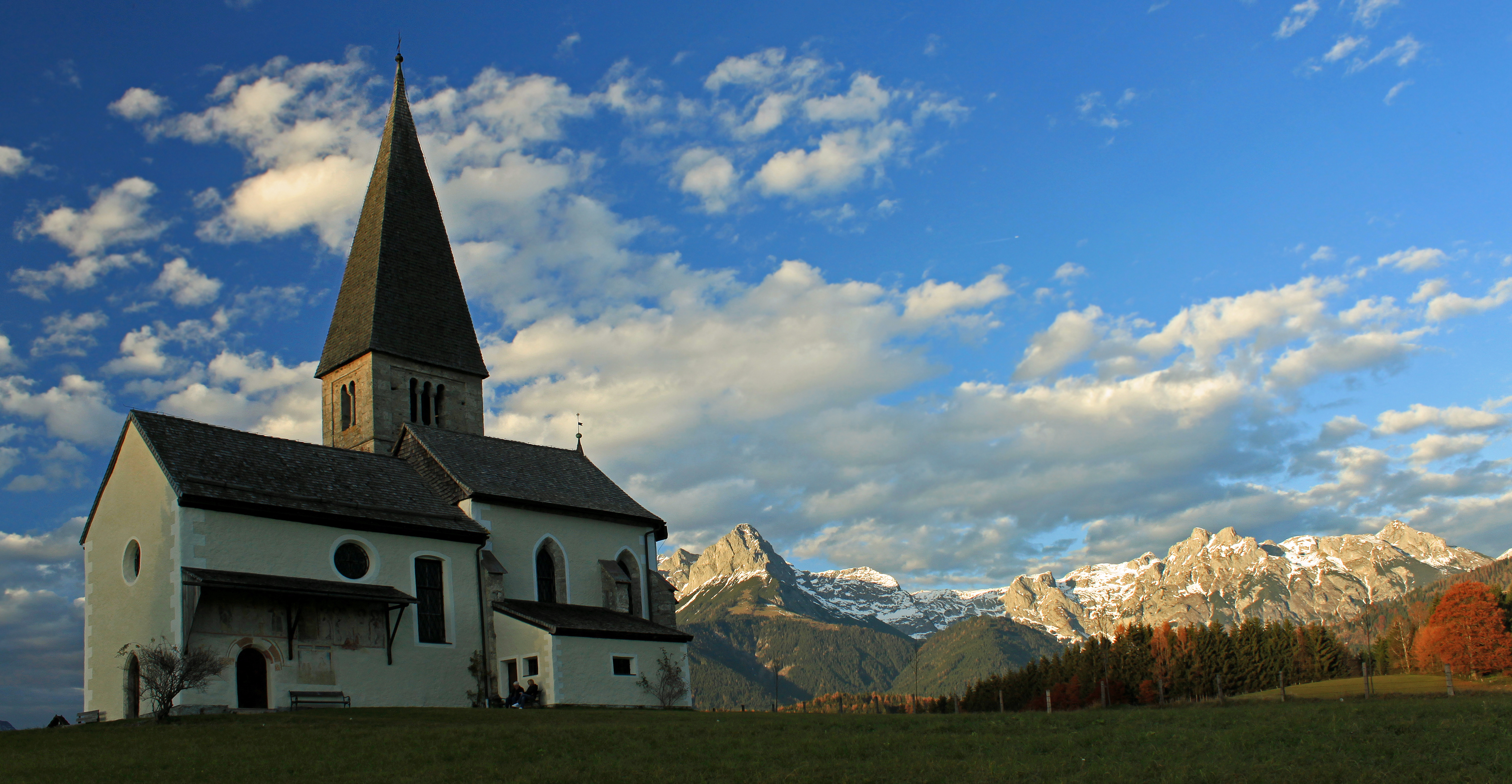
Buchbergkirche (2009)

Die Filialkirche Hll. Primus und Felizian ist eine römisch-katholische Kirche in der Stadt Bischofshofen im Bezirk St. Johann im Pongau im Land Salzburg. Das auch Buchbergkirche genannte Gotteshaus steht in der Ortschaft Kreuzberg frei auf einer Anhöhe des Buchberges im Nordosten der Stadt, über dem Missionshaus St. Rupert. Im 11. Jahrhundert befand sich hier eine Burganlage der Herren von Pochburgh, die im 13. Jahrhundert zerstört wurde; erhalten blieb aber die romanische Kapelle der Burg.

## Architektur
Die Kirche ist erst 1370 erstmals urkundlich genannt, wird aber wegen der nach 1200 anzusetzenden Außenfresken an der Südseite auf um 1200 datiert. An die romanische Kapelle wurde im 14. Jahrhundert ein gotischer Chor mit Strebepfeilern angebaut.

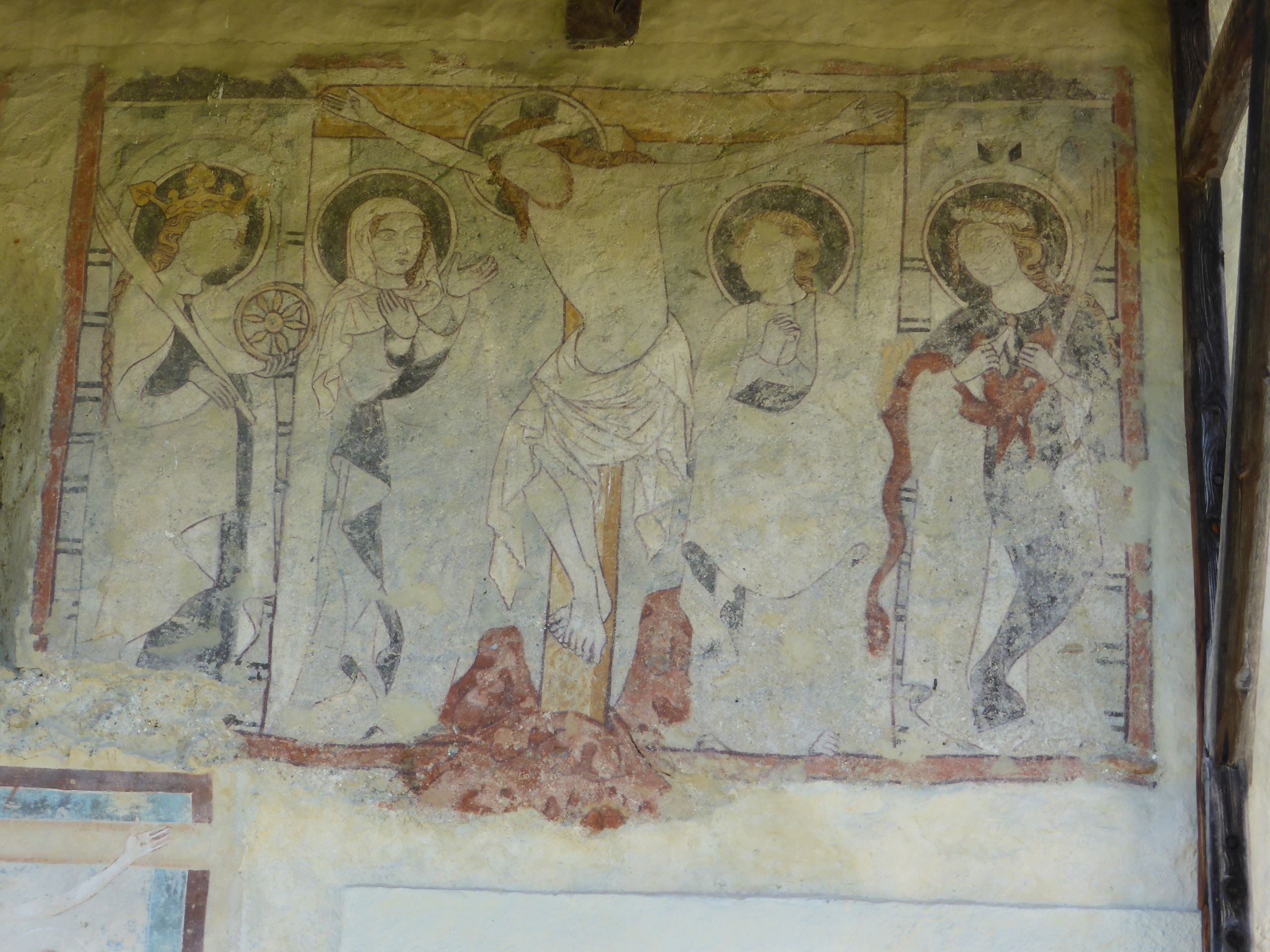
Gotisches Freskenfries oberhalb des Einganges

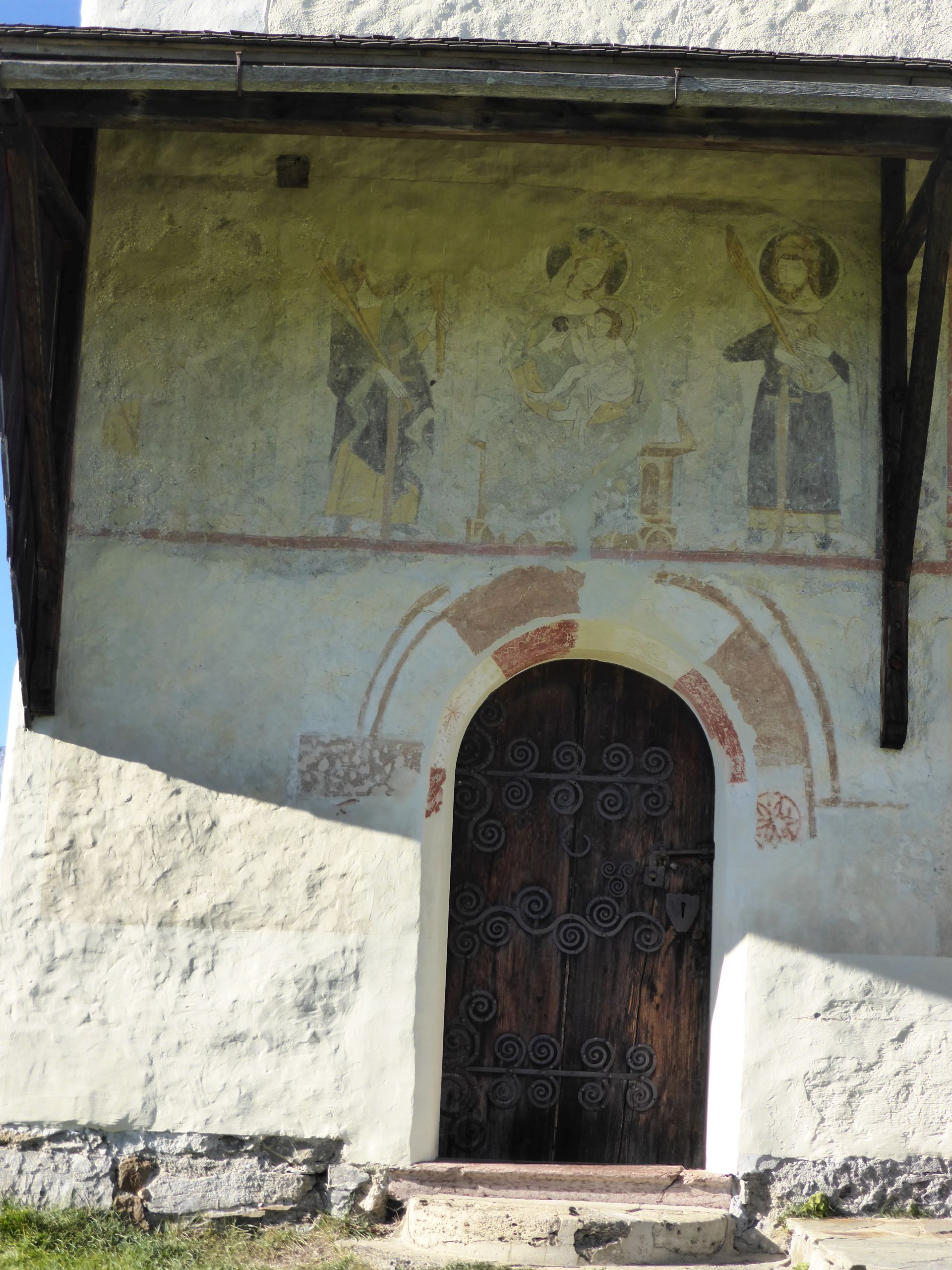
Romanisches Südportal

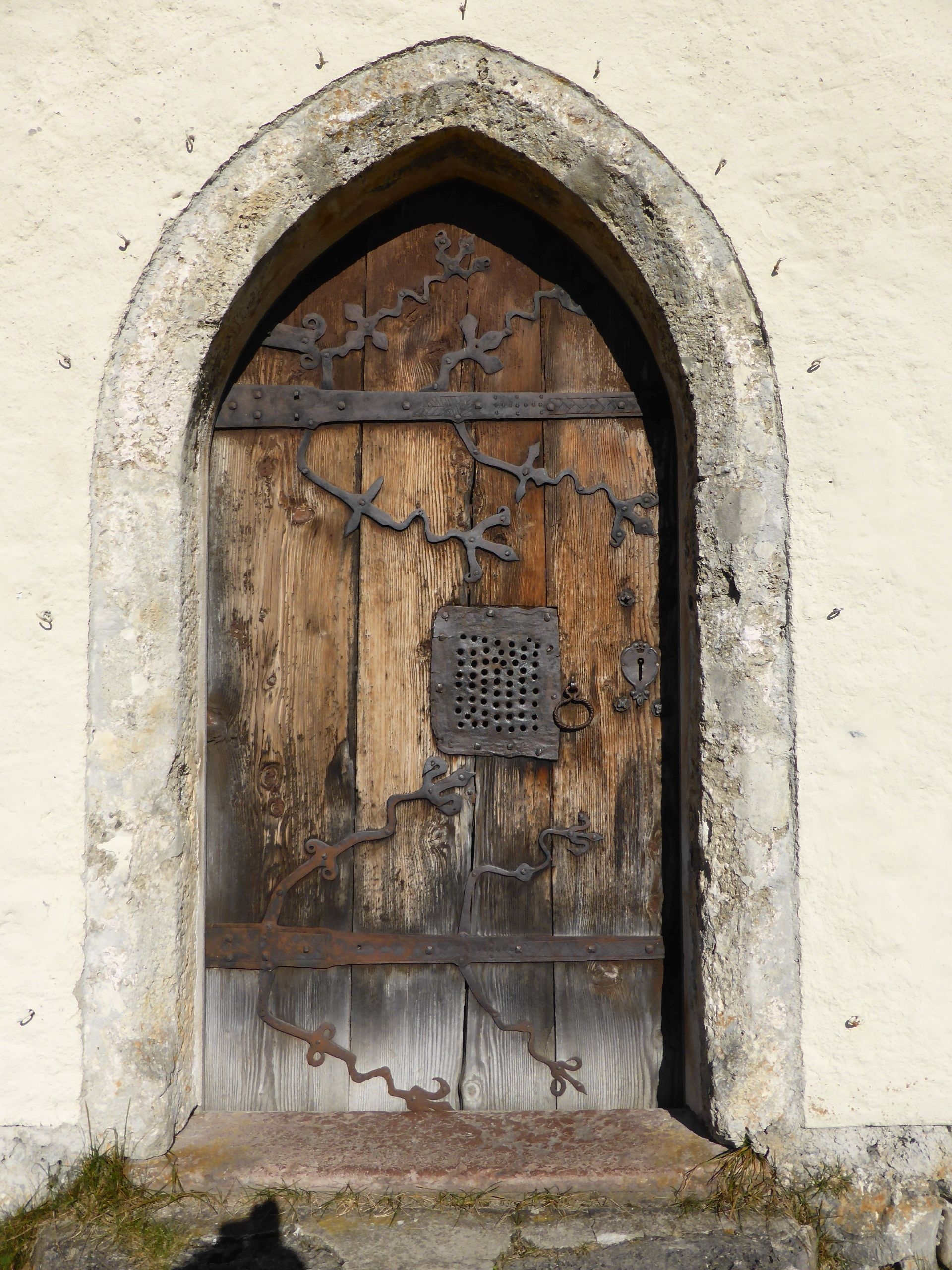
Frühgotisches Spitzbogenportal

Das ungegliederte einschiffige rechteckige und im Kern romanische Langhaus besitzt im Osten einen eingezogenen höheren gotischen Chor mit einem polygonalen Schluss. Das abgefaste frühgotische Spitzbogenportal im Westen hat eine Tür mit gotischen Beschlägen. Das romanische Rundbogenportal im Süden hat eine Tür mit Spiralbeschlägen. Über dem Südportal und mit einem romanischen Blindfenster unterbrochen, zeigt sich ein gotisches Freskenfries mit einer Maria lactans, flankiert von den Hll. Primus und Felizian, rechts ist die Kreuzigung mit Maria und Johannes zu sehen und seitlich die Hll. Katharina und Margaretha, alles aus der 1. Hälfte des 14. Jahrhunderts. Unterhalb davon das Fresko Kreuzigung um 1300. Am Chor sind zweifach abgestufte Strebepfeiler und Spitzbogenfenster mit teils gotischem Maßwerk. Im Norden befindet sich ein Kreisfenster und ein gedeckter Turmaufgang. Nördlich am Chor steht der mit Gesimsen gegliederte Turm mit einem geschindelten Pyramidendach aus der gotischen Bauphase. Das Glockengeschoß hat Lisenen und Biforen- und Triforenfenster mit Säulen. Südlich am Chor steht die eingeschoßige Sakristei unter einem Pultdach aus 1750.

## Glocken
Im Kirchturm der Buchbergkirche hängen zwei historische Glocken aus Bronze:
- Die spätgotische Maria-Magdalena- und Maria-Glocke, gegossen 1509 von Josef Erhart, Salzburg, hat einen Durchmesser von 1072 mm und wiegt etwa 700 kg. Ihr Schlagton ist g′ und die Umschrift lautet: ave maria gratia plena dominus decum ihs j ehart m ccccc viiii.
- Die Sebastianglocke (Zügenglocke) wurde 1675 von Andreas Wirt, Salzburg, gegossen. Sie hat einen Durchmesser von 498 mm und wiegt 65 kg. Ihr Schlagton ist gis″ und die Umschrift lautet: andereas wird in salzbvrg gos mich 1675. Die Glocke wird von Hand geläutet.

## Ausstattung
Der ungegliederte rechteckige Saalraum hat eine flache Kassettendecke von 1641. Die Holzempore besitzt geschnitzte Brüstungsbalken. Hinter dem abgefasten spitzbogigen Triumphbogen beginnt der eingezogene einjochige Chor mit Fünfachtelschluss mit einem Kreuzrippengewölbe auf Gurtbögen und einem runden Schlussstein. Hierbei steigen Rippen teils von Ringkonsolen auf. Links ist eine Kopfkonsole. Links im Chor ist ein gekehltes Rundbogenportal mit einer gotischen Eisenplattentür zum kreuzgratgewölbten Turmerdgeschoß. Rechts im Chor ist eine Segmentbogennische und der Durchgang zur Sakristei. Die Stuckdecke zeigt das Gnadenbild Maria Plain, von Engelsköpfen umgeben. Es gibt eine gestuckte Lavabonische von um 1750. Der Hochaltar von 1645 zeigt die beiden Kirchenpatrone, in der Predella wir der Kindermord zu Bethlehem dargestellt, im Altarauszug Gottvater. Die Kanzel mit Laufsägearbeiten stammt von 1642 und wurde vermutlich von Konrad Schwarz angefertigt. In der Kirche befinden sich mehrere gotische und barocke Heiligenfiguren, u. a. eine spätgotische Pietà.
Südlich der Kirche liegt der 1421 erstmals erwähnte Pferdemarkt (heute Parkplatz), der Mitte des 19. Jahrhunderts nach Werfen verlegt wurde.

## Nachweise
- Die Kunstdenkmäler Österreichs. Dehio Salzburg 1986, Bischofshofen, Filialkirche Hll. Primus und Felizian. S. 48–49.
- Buchbergkirche St. Primus. In: Salzburger Nachrichten: Salzburgwiki..